# St. Margaretha (Reichertshofen)

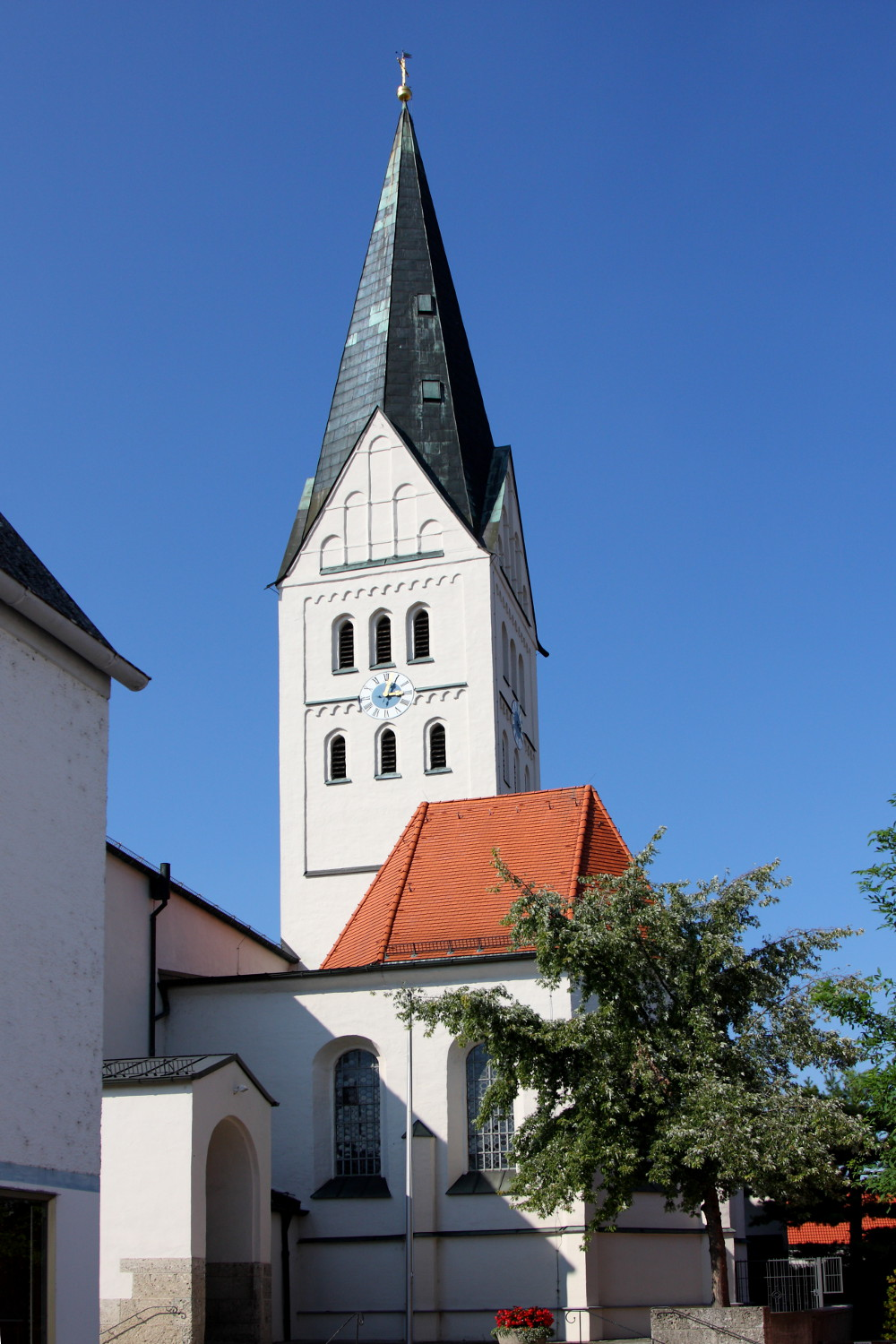
St. Margaretha in Reichertshofen

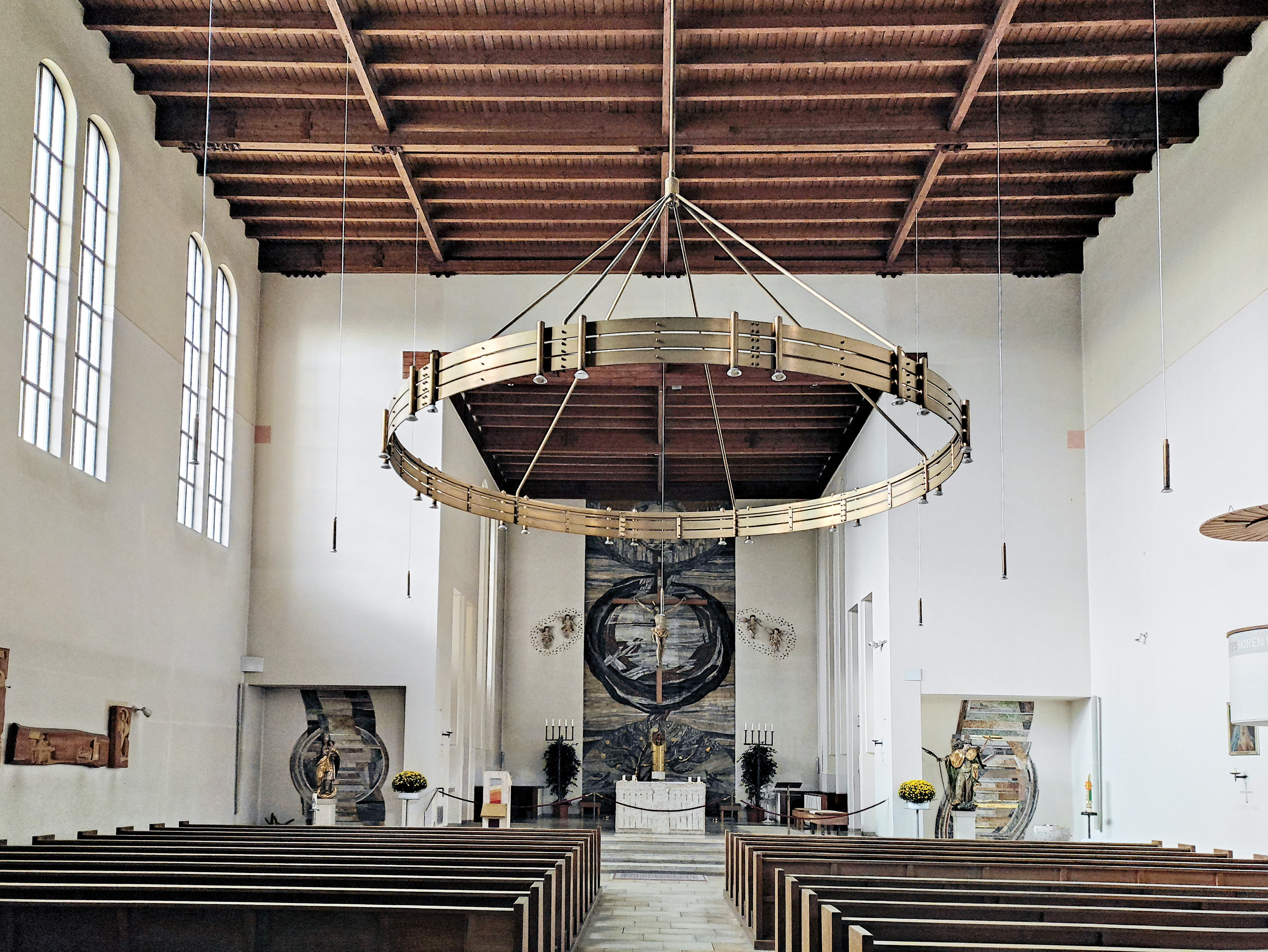
Innenansicht

Die römisch-katholische Pfarrkirche St. Margaretha steht in der Gemeinde Reichertshofen im oberbayerischen Landkreis Pfaffenhofen an der Ilm. Sie ist in der Liste der Baudenkmäler in Reichertshofen unter der Nr. D-1-86-147-8 eingetragen. Die Kirche gehört zum Dekanat Pfaffenhofen im Bistum Augsburg.

## Beschreibung
Der heute als Werktagskapelle dienende Chor des Vorgängerbaus stammt von 1472 und steht östlich des heutigen Langhauses neben dem 52 Meter hohen, mit einem spitzen Helm bedeckten Kirchturm. Der Chor ist innen mit einem Stichkappengewölbe bedeckt. Der Hochaltar wird von den Skulpturen der Katharina von Alexandrien und der Barbara von Nikomedien flankiert. Auf dem Altarretabel ist Margareta von Antiochia dargestellt.
Die rechtwinkelig dem ursprünglichen Kirchenbau angegliederte moderne Saalkirche wurde zwischen 1930 und 1931 im Stil der Neuen Sachlichkeit nach Plänen von Thomas Wechs errichtet. Sie besteht aus dem mit einem flachen Satteldach bedeckten Langhaus und dem eingezogenen Chor. Das Langhaus und der Chor sind mit Flachdecken überspannt.
Für den neuen Kirchenraum fertigte 1982 die Bildhauerin Bernardine Weber „Die Reichertshofer Heiligen“, eine Serie von zwölf holzgeschnitzten und gefassten Heiligen, die Agnes, Bonifatius, Elisabeth, Franziskus, Hildegard v. Bingen, Johannes (Ev.), Maximilian Kolbe, Thomas More, Nikolaus v. d. Flüe, Petrus, Theresa v. Kinde Jesu und Ulrich verkörpern. Für die linke Seitenwand des Kirchenschiffes fertigte 1985 ebenfalls Bernardine Weber einen geschnitzten Kreuzweg aus Lindenholz.
Die Orgel mit zehn Registern, verteilt auf zwei Manuale und Pedal, wurde 1935 von Orgelbau Zeilhuber errichtet.